# Antonin Sočnev
Antonin Nikolaevič Sočnev (in russo Антонин Николаевич Сочнев?; Ivanovo-Voznesensk, 14 giugno 1924 – Mosca, 24 giugno 2012) è stato un calciatore sovietico, di ruolo attaccante.

## Palmarès

### Giocatore

#### Club
- Kubok SSSR: 2

Torpedo Mosca: 1949, 1952

#### Individuale
- Capocannoniere della Vysšaja Liga: 1

1954 (11 gol)